# Homichloda fulva
Homichloda fulva là một loài bọ cánh cứng trong họ Chrysomelidae. Loài này được Cox miêu tả khoa học năm 1997.